# Broströmskoncernen
Broströmskoncernen var ett rederi baserat i Göteborg, grundat 1865 av Axel Broström. Broström var i början av 1960-talet den största arbetsgivaren i Göteborg med 18 000 anställda.

## Historia
Broströmskoncernens historia har sin början 1865, då Axel Broström från Kristinehamn köpte galeasen Mathilda på 18 läster och 90 dödviktston. Den 25 juli 1890 bildade han Ångfartygsaktiebolaget Tirfing, vilket senare blev moderbolag i Broströmskoncernen. Dan Broström blev delägare i Axel Broström & Son 1898 och var helägare från 1905 till sin död. Under hans tid utvecklades verksamheten mycket kraftigt genom nya rederier. Därutöver ägde Broströms även varvsindustrierna Eriksbergs Mekaniska Verkstad och Götaverken samt verkstadsföretagen Esab och Gunnebo. 
Dan-Axel Broström var verkställande direktör för Broströmskoncernens moderbolaget Tirfing åren 1949–1969 då han efterträddes av Kristian von Sydow. Broström var styrelseordförande i detta företag – liksom i tjugofem andra – tills ohälsa tvingade honom, att lämna alla uppdragen. Under Broströms ledning utvecklades koncernen kraftigt och flottan bestod 1965 av 81 stora fartyg, vilket utgjorde mer än en tredjedel av Sveriges handelsflotta. Broströms köpte den 13 december 1972 Svenska Lloyd.
Under sjöfarts- och varvskrisen på 1970-talet och 1980-talet minskade Broströms betydelse som rederikoncern. Moderbolag i koncernen, som tidigare varit Ångfartygs AB Tirfing, blev 1976 Broströms Rederi AB. Detta år bestod rederiflottan av 48 fartyg om cirka 1,9 miljoner ton dödvikt samt 31 inhyrda fartyg.  
Ångfartygs AB Tirfing förvärvades 1992 av Shipinvest AB, som uppstått efter konkursen inom Johanssongruppen i Skärhamn. I syfte att ta vara på varumärket Broström ändrades firmanamnet Shipinvest AB till Broström AB, som idag är moderbolag i Broströmkoncernen. Koncernen driver verksamhet med närmare ett hundratal tankfartyg.
Danska A.P. Møller-Mærsk köpte upp Broström 2008. I augusti 2012 meddelade Maersks vd att Broström skulle läggas ner i Göteborg och att verksamheten flyttades till Köpenhamn. Därpå varslades 41 tjänstemän.

## Koncernbolag

### Rederier
- AB Bunkeroljor
- Göteborgs Bogserings & Bärgnings AB, även: Röda bolaget
- Hallands Ångbåtsaktiebolag
- Rederi AB Albatross
- Rederi AB Motortank
- Svenska Amerika Linien
- Svenska Amerika Mexiko Linien
- Svenska Lloyd (1972-1977)
- Svenska Orient Linien
- Svenska Ostasiatiska Kompaniet
- Ångbåts AB Ferm
- Ångfartyg AB Tirfing
- Hoverlloyd Ltd

### Skeppsvarv
- Eriksbergs Mekaniska Verkstad
- Götaverken

## Utveckling
- 1865, 1 fartyg - 4 besättning - 90 dödviktstonnage
- 1880, 3 fartyg - 28 besättning - 715 dödviktstonnage
- 1890, 10 fartyg - 124 besättning - 4 075 dödviktstonnage
- 1900, 21 fartyg - 347 besättning - 32 000 dödviktstonnage
- 1910, 30 fartyg - 731 besättning - 124 000 dödviktstonnage
- 1920, 41 fartyg - 1 506 besättning - 216 000 dödviktstonnage
- 1930, 63 fartyg - 2 652 besättning - 359 000 dödviktstonnage

## Skeppslista för Ångbåts AB Ferm
| Fartyg        | Byggt | Varv                | I tjänst  | Typ             | Dödvikt | Notering                                          |
| ------------- | ----- | ------------------- | --------- | --------------- | ------- | ------------------------------------------------- |
| Frigg         | 1882  | Sjötorp             | 1883-1899 | Lastångfartyg   | 280     |                                                   |
| Ferm [I]      | 1883  | Södra Garn          | 1883-1898 | Lastångfartyg   | 380     |                                                   |
| Fortuna       | 1883  | Södra Garn          | 1883-1890 | Lastångfartyg   | 475     | Förlist 1890                                      |
| Kullen        | 1884  | Götaverken          | 1884-1907 | Lastångfartyg   | 575     |                                                   |
| Fenix         | 1884  | Holland             | 1884-1897 | Lastångfartyg   | 320     |                                                   |
| E.T. Killman  |       |                     | 1886-1886 | Lastångfartyg   | 600     |                                                   |
| Freja [I]     |       |                     | 1886-1894 | Lastångfartyg   | 275     | Såld 1894                                         |
| Atlas         |       |                     | 1888-1902 | Lastångfartyg   | 600     |                                                   |
| Ferro         | 1877  | England             | 1891-1915 | Lastångfartyg   | 1656    | Förlist 1915                                      |
| Freja [II]    | 1884  | Eriksberg           | 1895-1913 | Lastångfartyg   | 625     |                                                   |
| Skandinavien  |       |                     | 1898-1911 | Lastångfartyg   | 650     |                                                   |
| Ferm [II]     | 1895  | Frankrike           | 1898-1905 | Lastångfartyg   | 750     | Förlist 1905                                      |
| Femern        | 1890  | Oslo                | 1899-1930 | Lastångfartyg   | 650     | Förlist 1930                                      |
| Falster [I]   | 1901  | Helsingborg         | 1902-1922 | Lastångfartyg   | 800     | Överförd 1922 till Svenska Ostasiatiska Kompaniet |
| Fryken [I]    |       |                     | 1905-1918 | Lastångfartyg   | 1420    | Krigsförlist 1918                                 |
| Fermia [I]    |       |                     | 1906-1921 | Lastångfartyg   | 720     | Såld 1921                                         |
| Framnäs [I]   | 1908  | Fredrikstad         | 1908-1927 | Lastångfartyg   | 1530    | Såld 1927                                         |
| Fernebo [I]   | 1912  | Oskarshamn          | 1912-1917 | Lastångfartyg   | 2100    | Krigsförlist 1917                                 |
| ForsvIk [I]   |       |                     | 1913-1916 | Lastångfartyg   | 1800    | Krigsförlist 1916                                 |
| Forsvik [II]  | 1919  | Öresundsvarvet      | 1919-1941 | Tankångfartyg   | 1900    | Såld 1941                                         |
| Ferm [III]    | 1920  | Glasgow             | 1922-1930 | Lastångfartyg   | 4010    | F.d. Saphir. Inköpt 1922. Såld 1930               |
| Fernebo [II]  | 1920  | Lindholmen          | 1922-1936 | Lastångfartyg   | 3290    | F.d. Bråvalla. Inköpt 1922. Såld 1935             |
| Fryken [II]   | 1924  | Kockums             | 1924-1936 | Lastångfartyg   | 2610    | Såld 1935                                         |
| Falsterbo     | 1925  | Eriksberg           | 1925-1945 | Motorlastfartyg | 6650    |                                                   |
| Fermia [II]   | 1928  | Oskarshamn          | 1928-1938 | Motorlastfartyg | 6660    |                                                   |
| Framnäs [II]  | 1931  | Framnæs, Sandefjord | 1931-1940 | Lastångfartyg   | 1000    |                                                   |
| Ferm [IV]     | 1936  | Aalborg             | 1936-1963 | Motorlastfartyg | 1275    |                                                   |
| Fryken [III]  |       |                     | 1938-1961 | Motorlastfartyg | 1225    |                                                   |
| Ferroland     | 1943  | Eriksberg           | 1943-1961 | Motorlastfartyg | 12620   | Såld 1961                                         |
| Forsvik [III] |       |                     | 1944-1948 | Motorlastfartyg | 2130    |                                                   |
| Fernebo [III] |       |                     | 1945-1960 | Motorlastfartyg | 2190    |                                                   |
| Falster [II]  |       |                     | 1949-1960 | Motorlastfartyg | 1504    |                                                   |
| Fermland [I]  | 1951  | Götaverken          | 1951-1964 | Motortanker     | 15810   | Såld 1965                                         |
| Fermia [III]  | 1957  | Eriksberg           | 1957-1967 | Motorlastfartyg | 19450   | Såld 1967                                         |
| Falster [II]  | 1962  | Lindholmen          | 1962-1972 | Motorlastfartyg | 16325   | Såld 1972                                         |
| Forsvik [IV]  | 1965  | Wärtsilä            | 1965-1973 | Motorlastfartyg | 17365   | Såld 1973                                         |
| Fermland [II] | 1968  | Öresundsvarvet      | 1968-1974 | Motorlastfartyg | 26380   | Såld 1974                                         |